# Elvis Now
Elvis Now är ett studioalbum av den amerikanske sångaren och musikern Elvis Presley, släppt av RCA Records i stereo (LSP 4671) den 20 februari 1972. Det består av låtar som mestadels är inspelade 1971 men där tre låtar kommer från inspelningstillfällen 1969 och 1970. Albumet nådde som bäst plats 43 på Billboard 200-listan i USA, och plats 12 på UK Albums Chart i Storbritannien.
Albumets enda singel, "Until It's Time for You to Go" och "We Can Make the Morning", nådde plats 40 på Billboards singellista och plats 9 på Easy Listening-listan i USA. På den brittiska singellistan UK Singles Chart nådde den plats 5. Albumet certifierades guld den 27 mars 1992 av Recording Industry Association of America (RIAA).

## Albumets sammansättning
Elvis Now släpptes i februari 1972 och albumet fick inte särskilt bra omdöme av kritikerna. Albumets titel, "Elvis Now" ("Elvis nu"), var också missvisande eftersom det inte bara bestod av inspelningar gjorda i nutid. Sju av låtarna kom från de senaste inspelningssessionerna som hade ägt rum i Nashville under våren och den tidiga sommaren 1971 och som redan var nio månader gamla. Men "Sylvia" och "I Was Born About Ten Thousand Years Ago" (som delvis redan hade släppts på Elvis Country-albumet) var överblivna låtar från Nashville-sessionerna i juni 1970 och Beatles "Hey Jude" hade spelats in redan i januari 1969 i American Sound Studio i Memphis.
Till skillnad från flera andra av Elvis Presleys album från den perioden, som Elvis Country, He Touched Me och Elvis Sings The Wonderful World of Christmas, vilka var och en var tillägnad en viss genre, omfattar Elvis Now en mängd olika genrer. Albumet var blandat och saknade något slags gemensamt tema eller gemensam känsla. Där fanns poplåtar tillsammans med gospelsånger, litet country och litet folksång, ballader, soul och rock.

## Albumets innehåll

### Januari 1969, American Sound Studio, Memphis

#### Hey Jude
Beatles-låten "Hey Jude" är en överbliven låt från American Sound-sessionerna i Memphis i början av 1969. Tanken var att Elvis skulle spela in låten men han kunde bara delar av texten och inga textblad fanns tillgängliga när han på kvällen den 21 januari gjorde ett försök, väl medveten om att han inte kunde få till en färdig låt utan att ha tillgång till texten. Efter att ha åstadkommit två fullständiga tagningar övergav han försöken. Han återvände dock aldrig till låten och kvar blev något som alla måste ha ansett vara en ofullständig inspelning. "Hey Jude" kom inte att släppas tillsammans med resten av låtarna från dessa sessioner 1969, vilket skulle förklaras av att Elvis sång (med den upprepade texten av det som Elvis kom ihåg) vid tillfället inte ansågs vara bra nog. I stället kom "Hey Jude" att släppas först 1972 på detta album, när RCA letade efter material för att fylla det. Även om det var mer av en provinspelning än ett försök att åstadkomma en fulländad inspelning, menar Eder att låten innehåller alla de själfulla faktorer som gör Elvis Presleys inspelningar från 1969 unika. Elvis sjunger också låten i ett högre register än normalt.

### Juni 1970, RCA Studio B, Nashville

#### I Was Born About Ten Thousand Years Ago
”I Was Born About Ten Thousand Years Ago" hade tidigare givits ut på albumet Elvis Country men då endast upphackad i korta avsnitt som var infogade mellan de övriga låtarna. Nu utkom den för första gången i sin helhet och kom därför bättre till sin rätt. "I Was Born About Ten Thousand Years Ago" var en country-gospel-standardlåt, som i Elvis version framstår som en gospelbetonad hårdrockande sydstatslåt.. Inspelningen tillkom den 4–5 juni 1970 under första dygnet av den inspelningssession som ägde rum den 4–9 juni 1970 i RCA Studio B i Nashville. Elvis började utan förvarning sjunga låten till synes av ren förtjusning och man slutförde den i en enda tagning.

#### Sylvia
"Sylvia" var en överbliven ballad från samma inspelningssession, inspelad den 8–9 juni. Man hade avstått från att ta med låten på det tredje albumet som man skapade från denna session, nämligen Love Letters from Elvis. Det var en låt som man hade fullständig copyright på och man sparade den för en eventuell singelutgivning, som dock aldrig blev av. Elvis gör sitt bästa för att ge sången litet känsla, men både Jørgensen och Eder menar att arrangemanget är en aning slätstruket och fantasilöst.
De återstående sju låtarna på albumet härrör från tre inspelningssessioner i RCA Studio B i Nashville under våren och den tidiga sommaren 1971.

### Mars 1971, RCA Studio B, Nashville

#### Early Mornin' Rain
RCA:s Studio B i Nashville var bokad för Elvis under fyra dygn den 15–19 mars 1971. Elvis var dock förkyld, täppt i näsan och kämpade med sin röst, och han hade problem med ögonen. Detta innebar att sessionen fick avbrytas efter endast en dags inspelningar och att Elvis nästföljande dag togs in på sjukhus i Nashville och diagnosticerades med sekundärglaukom. Men under första inspelningsdagen hann man med några låtar, däribland "Early Mornin' Rain". Elvis hade lyssnat på och inspirerats av artister som slog igenom i samband med folkrock-boomen i mitten av 1960-talet. Genom Peter, Paul and Marys harmonier hade han introducerats till låtskrivare som Bob Dylan och Gordon Lightfoot. "Early Mornin' Rain" var en låt inom folkmusikgenren som hade skrivits av Lightfoot och framförts av bland andra Peter, Paul and Mary. Elvis spelade dock in låten mer i countrystil och genom sin tolkning förmedlar han en känsla av övergivenhet utan att låta vare sig svag eller desperat.

### Maj 1971, RCA Studio B, Nashville

#### Miracle of the Rosary
Nästa inspelningssession efter den uppskjutna skedde 15–22 maj 1971 och alla musiker från inspelningssessionerna i juni 1970 var tillbaka. Inte heller denna gång fanns det några bakgrundssångare närvarande. Tanken var att spela in låtar till ett nytt julmusikalbum efter Elvis' Christmas Album från 1957 – ett album som kom att bli Elvis Sings The Wonderful World of Christmas. Men det var även tänkt att Elvis skulle spela in andra låtar. Elvis valde själv den första låten – "Miracle of the Rosary". Den hade skrivits av Lee Denson, som Elvis kände sedan tonåren då de båda hade bott i Lauderdale Court i Memphis. Denson hade själv erbjudit Elvis låten, och han hade prioriterat att spela in den. Efter att de hade arbetat fram en inledning på orgel gjordes fyra tagningar innan Elvis var nöjd med resultatet. Elvis lade också på en stämma på låten den 19 maj.
"Miracle of the Rosary" var en religiös sång, men den togs ändå inte med på gospelalbumet He Touched Me som utkom i april 1972, bara två månader efter Elvis Now. "Miracle of the Rosary" var också en ovanlig låt för Elvis att spela in eftersom den ger uttryck för katolska trosuppfattningar och till och med inkluderar delar av bönen Ave Maria.

#### Help Me Make It Through the Night
Efter att man under de två första dygnen spelat in alla julsångerna, kunde Elvis på det tredje dygnet, den 17 maj, ge sig i kast med det han verkligen ville göra, nämligen spela in en version av Kris Kristoffersons "Help Me Make It Through the Night". Eftersom Kristoffersons låtkatalog var bland de hetaste under det tidiga 1970-talet var Kristofferson inte villig att skriva över delar av sin royalty till musikförlaget "Hill and Range" som skötte Elvis musik. RCA och "Hill and Range" vill därför inte att Elvis skulle spela in låten. Elvis hade redan inkluderat den i ett par shower under Las Vegas-sejouren i januari–februari 1971 och RCA gjorde sig till och med besväret att stänga av sin inspelningsutrustning de gånger då Elvis framförde låten live i samband med att de spelade in delar av hans Las Vegas-shower i februari 1972. Producenten Felton Jarvis hade däremot länge hoppats kunna bryta repertoarmonopolet som överste Tom Parker utövade genom Hill & Range och uppmuntrade Elvis att spela in låten.
Elvis tog kommandot över inspelningen och utarbetade arrangemanget både med musikerna och med bakgrundssångarna som Felton Jarvis hade kallat in igen: The Imperials och en trio kvinnliga sångare, däribland Millie Kirkham. Eder anser att Elvis röst är charmigt nasal när han höjer rösten under versen och att han aldrig förlorar vädjan i sin röst ens när han når de högre tonerna.

#### Until It's Time for You to Go
Nästa låt inom folkmusikgenren som Elvis gav sin fulla uppmärksamhet var Buffy Sainte-Maries "Until It's Time for You to Go", som Elvis spelade in någon gång på natten mellan den 27 och 28 maj, direkt efter att ha spelat in "Help Me Make It Through the Night". Stämningen i studion var vid denna tid mer uppsluppen. Låten är en klassisk kärlekssång och Buffy Saint-Maries inspelning, liksom flera andra cover, är stillsamma och har mer av folkmusikkaraktär över sig. Men Elvis ombearbetade låten till en stor ballad och det fungerade måhända inte riktigt som han ville, eftersom han gjorde ett nytt försök med den vid nästa session, den 8–9 juni 1971. Det blev dock den första inspelningen som kom med på albumet och denna gavs också ut som singel tillsammans med ”We Can Make the Morning", som dubbel A-sida. Singeln blev en hit i Storbritannien där den nådde plats 5, medan den i USA nådde mer blygsamma 40:e plats på Billboards Hot 100-lista. Vid tiden menade en del kritiker att Elvis framförande var för maskulint, men Eder menar att han knappast med trovärdighet kunde ha kopierat Buffy Saint-Maries inspelning.

#### Fools Rush In
Följande kväll, den 18 maj, inledde Elvis med att spela in en av de sånger han hade valt – "Fools Rush In (Where Angels Fear to Tread)" – en gammal låt från swingtiden som han ofta hade sjungit hemma, och som han spelat in hemma med sin egen mer amatörmässiga inspelningsutrustning 1966 ackompanjerad av en skiva av Nelson Riddle. Medan denna heminspelning var arrangerad mer som lättlyssnad musik, valde Elvis på studioinspelningen att kopiera Ricky Nelsons arrangemang av låten och framföra den i upptempo och mer i countrystil.

#### We Can Make the Morning
"We Can Make the Morning” spelades in under det näst sista inspelningsdygnet, den 20–21 maj 1971. Det var musikförlaget "Hill and Ranges" låt, och Elvis inspelning var originalinspelningen av den. Elvis sjunger låten med hängivenhet, och den kom att ges ut som singel tillsammans med "Until It’s Time for You to Go”. Det var en ballad med den sortens kraftfulla refräng som Elvis drogs till samtidigt som det också var en samtida modern poplåt.

### Juni 1971, RCA Studio B, Nashville

#### Put Your Hand in the Hand
Denna tredje omgång av inspelningar under första halvåret 1971, föddes ur behovet av att slutföra det gospelalbum som Elvis också hade påbörjat, nämligen hans tredje som skulle få namnet He Touched Me. Under det första inspelningsdygnet tog han sig an en ny hit av den kanadensiska gruppen Ocean: pop-gospel-låten "Put Your Hand in the Hand". Efter två tagningar hade man en master. Elvis kompgrupp, The Imperials, hade spelat in låten föregående år och Elvis version byggde delvis på deras och hade ett mer modernt kommersiellt gospel-rock-arrangemang. Elvis gjorde låten rockigare på ett sätt som inte var fallet med Oceans eller Anne Murrays hitversioner av låten. Att "Put Your Hand in the Hand" kom att släppas på Elvis Now i stället för på He Touched Me kan ha berott på att låten redan visat sig fungera på den sekulära marknaden, medan den andra motsvarande låten på Elvis Now, "Miracle of the Rosary", avvek alltför mycket från äkta gospel.

## Återutgivningar
År 2010 släpptes en utökad version av albumet på två cd:ar på samlaretiketten FTD. Den består av originalalbumet från 1972 och därutöver ett antal bonusspår inspelade under 1971 års Nashville-sessioner. Bland låtarna finns "I'm Leavin'" och "It's Only Love", vilka gavs ut som singlar men inte förekom på några album som utgavs under Elvis Presleys livstid, "The First Time Ever I Saw Your Face", vilken som B-sida utgavs på singel tillsammans med "An American Trilogy", och många alternativa tagningar av låtarna. Där släpptes också hela det drygt nio minuter långa jammet av Bob Dylans "Don't Think Twice, It's All Right", som förkortat till knappt tre minuter hade släppts på 1973 års The Fool Album.

## Låtlistor

### 1972, Elvis Now, lp
| 1. | Help Me Make It Through the Night | Kris Kristofferson | 17–18 maj 1971  | 2:45 |
| 2. | Miracle of the Rosary             | Lee Denson         | 15 maj 1971     | 1:48 |
| 3. | Hey Jude                          | Lennon–McCartney   | 21 januari 1969 | 4:30 |
| 4. | Put Your Hand in the Hand         | Gene MacLellan     | 8–9 juni 1971   | 3:15 |
| 5. | Until It's Time for You to Go     | Buffy Sainte-Marie | 17–18 maj 1971  | 3:56 |

| 1.           | We Can Make the Morning                    | Jay Ramsey                                      | 20–21 maj 1971 | 3:54  |
| 2.           | Early Mornin' Rain                         | Gordon Lightfoot                                | 15 mars 1971   | 2:55  |
| 3.           | Sylvia                                     | Geoff Stephens, Les Reed                        | 8–9 juni 1970  | 3:16  |
| 4.           | Fools Rush In (Where Angels Fear to Tread) | Johnny Mercer, Rube Bloom                       | 18 maj 1971    | 2:40  |
| 5.           | I Was Born About Ten Thousand Years Ago    | Trad. Bearbetad och arrangerad av Elvis Presley | 4–5 juni 1970  | 3:16  |
| Total längd: | Total längd:                               | Total längd:                                    | Total längd:   | 32:15 |

### 2010, Elvis Now (FTD), 2 cd
| 1.           | Help Me Make It Through the Night                                               | Kris Kristofferson                              | 16 maj 1971                                 | 2:50  |
| 2.           | Miracle of the Rosary                                                           | Lee Denson                                      | 15 maj 1971                                 | 1:53  |
| 3.           | Hey Jude                                                                        | Lennon–McCartney                                | 21 januari 1969                             | 4:35  |
| 4.           | Put Your Hand in the Hand                                                       | Gene MacLellan                                  | 8–9 juni 1971                               | 3:19  |
| 5.           | Until It's Time for You to Go                                                   | Buffy Sainte-Marie                              | 17–18 maj 1971                              | 4:02  |
| 6.           | We Can Make the Morning                                                         | Jay Ramsey                                      | 20–21 maj 1971                              | 3:58  |
| 7.           | Early Mornin' Rain                                                              | Gordon Lightfoot                                | 15 mars 1971                                | 3:00  |
| 8.           | Sylvia                                                                          | Geoff Stephens, Les Reed                        | 8–9 juni 1970                               | 3:20  |
| 9.           | Fools Rush In (Where Angels Fear to Tread)                                      | Johnny Mercer, Rube Bloom                       | 18 maj 1971                                 | 2:45  |
| 10.          | I Was Born About Ten Thousand Years Ago BONUS SONGS: The Singles                | Trad. Bearbetad och arrangerad av Elvis Presley | 4–5 juni 1970                               | 3:19  |
| 11.          | I'm Leavin'                                                                     | Sonny Charles, Michael Jarrett                  | 20–21 maj 1971                              | 3:54  |
| 12.          | It's Only Love                                                                  | Mark James, Steve Tyrell                        | 20–21 maj 1971                              | 2:39  |
| 13.          | The First Time Ever I Saw Your Face The Jam                                     | Ewan MacColl                                    | 15 mars 1971 (track) 9–10 juni 1971 (vocal) | 3:48  |
| 14.          | Don't Think Twice, It's All Right (unedited master) Outtakes (undedited master) | Bob Dylan                                       | 16–17 maj 1971                              | 9:18  |
| 15.          | Help Me Make It Through the Night (takes 8–10)                                  | Kris Kristofferson                              | 17–18 maj 1971                              | 4:20  |
| 16.          | Fools Rush In (Where Angels Fear to Tread) (takes 11, 12, 14)                   | Johnny Mercer, Rube Bloom                       | 18 maj 1971                                 | 5:07  |
| 17.          | Lady Madonna                                                                    | Lennon–McCartney                                | 18 maj 1971                                 | 1:47  |
| Total längd: | Total längd:                                                                    | Total längd:                                    | Total längd:                                | 63:54 |

| 1.           | Help Me Make It Through the Night (takes 1–3)           | Kris Kristofferson             | 17–18 maj 1971 | 4:41  |
| 2.           | Early Mornin' Rain (Takes 1, 2, 9)                      | Gordon Lightfoot               | 15 mars 1971   | 4:34  |
| 3.           | Fools Rush In (Where Angels Fear to Tread) (takes 5, 6) | Johnny Mercer, Rube Bloom      | 18 maj 1971    | 3:44  |
| 4.           | Until It's Time for You to Go (take 5)                  | Buffy Sainte-Marie             | 17–18 maj 1971 | 5:08  |
| 5.           | I'm Leavin' (take 1)                                    | Sonny Charles, Michael Jarrett | 20–21 maj 1971 | 4:06  |
| 6.           | It's Only Love (takes 1–4)                              | Mark James, Steve Tyrell       | 20–21 maj 1971 | 5:40  |
| 7.           | I Shall Be Released                                     | Bob Dylan                      | 20–21 maj 1971 | 1:03  |
| 8.           | It's Only Love (takes 6, 7)                             | Mark James, Steve Tyrell       | 20–21 maj 1971 | 3:42  |
| 9.           | Help Me Make It Through the Night (takes 6, 7)          | Kris Kristofferson             | 17–18 maj 1971 | 3:41  |
| 10.          | Fools Rush In (Where Angels Fear to Tread) (takes 8, 9) | Johnny Mercer, Rube Bloom      | 18 maj 1971    | 5:38  |
| 11.          | Put Your Hand in the Hand (take 1)                      | Gene MacLellan                 | 8–9 juni 1971  | 3:17  |
| 12.          | It's Only Love (takes 8, 9)                             | Mark James, Steve Tyrell       | 20–21 maj 1971 | 5:32  |
| 13.          | Miracle of the Rosary (take 1)                          | Lee Denson                     | 15 maj 1971    | 2:06  |
| 14.          | Until It's Time for You to Go (takes 6, 7)              | Buffy Sainte-Marie             | 17–18 maj 1971 | 4:25  |
| 15.          | Fools Rush In (Where Angels Fear to Tread) (take 10)    | Johnny Mercer, Rube Bloom      | 18 maj 1971    | 3:07  |
| 16.          | Early Mornin' Rain (take 11)                            | Gordon Lightfoot               | 15 mars 1971   | 3:37  |
| 17.          | Help Me Make It Through the Night (take 15)             | Kris Kristofferson             | 17–18 maj 1971 | 4:55  |
| 18.          | I'm Leavin' (takes 2, 3)                                | Sonny Charles, Michael Jarrett | 20–21 maj 1971 | 6:04  |
| Total längd: | Total längd:                                            | Total längd:                   | Total längd:   | 75:00 |